# Verdicchio DOC e DOCG
Sotto la denominazione Verdicchio ricadono alcune Denominazioni di Origine Protetta (DOP) della regione Marche.

## DOC Verdicchio di Matelica
Il Verdicchio di Matelica è una Denominazione di Origine Controllata dal 1967, primo vino DOC delle Marche.

### I vini della DOC
- Verdicchio di Matelica
- Verdicchio di Matelica spumante
- Verdicchio di Matelica passito

### Informazioni sulla zona geografica

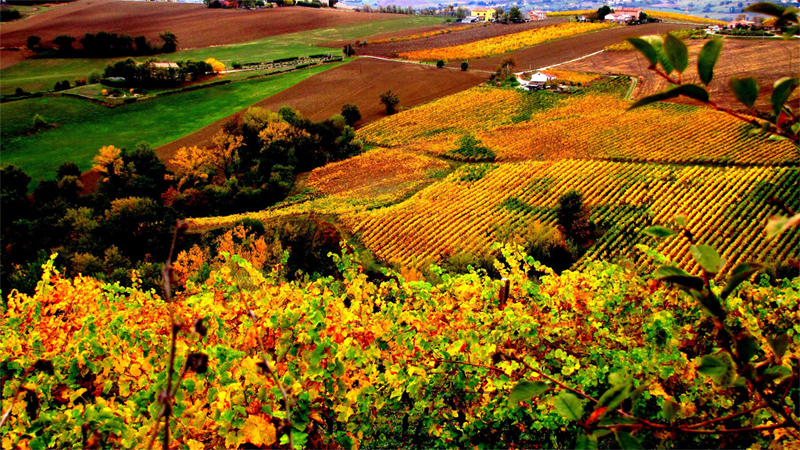
La zona di produzione vicino a Montecarotto.

La zona geografica delimitata per la DOC Verdicchio di Matelica interessa il territorio di otto Comuni di cui sei compresi nella provincia di Macerata e due in quella di Ancona. È decisamente interna e lontana dall'ambiente e dall'influenza marina.
Difatti, è una Pianura Alluvionale Interna che include tutti i tratti di fondovalle fluviale e torrentizio, di dimensioni riconosciute cartografabili, all'interno della regione Marche. La quota media è attorno ai 350 m s.l.m.
La zona è attraversata dal fiume Esino nella fase iniziale del suo percorso che scorre parallelo verso nord alla zona montuosa appenninica ed alla costa adriatica. La vallata, ove si sviluppa la zona delimitata, è il prodotto dell'effetto erosivo dei molti corsi d'acqua sulla dorsale pedemontana e montana caratterizzata da rocce calcaree.
L'assenza sul clima di qualsiasi influenza marina per la sua posizione fa registrare periodi invernali con freddi intensi e mesi estivi con temperature elevate che, però, non pregiudicano la coltivazione della vite.
L'area delimitata e pianeggiante è altimetricamente compresa tra 250 m s.l.m. fino a 700 m s.l.m. con una percentuale di presenza dell'80% tra m 280 e m 480 s.l.m. Un vigneto è stato rilevato anche a 720 m s.l.m.
La classe di pendenza media è racchiusa per l'80% entro il 2-35%. Dette classi di pendenza identificano bene questa area di collina a discreta energia del rilievo.
Il clima appartiene al Piano fitoclimatico "Alto collinare" ed è caratterizzato da piovosità medie superiori a 7/800 mm annui e temperature medie inferiori a 14 °C.
Geologicamente nella parte collinare prevalgono rocce calcarenitico-pelitiche (32%) e quelle marnose e calcaree (26%); sono tuttavia presenti substrati conglomeratici e arenitici ed anche depositi appartenenti ai terrazzi pleistocenici. Sempre in geologia la valle appartiene alla Sinclinale Camerte che inizia a Fabriano e termina a Camerino quale vallata pre appenninica. La parte valliva è occupata da depositi alluvionali con prevalenza di terrazzi di granulometria variabile, ghiaiosa e spesso interessata da coperture fini ed alluvionali.
Il 12% di aree occupate da abitati, il 7% di fasce arborate lungo i corsi d'acqua ed il 22% di boschi termofili (roverella) completano il paesaggio dell'area destinata ad uso agricolo (59%) ripartito tra colture intensive, erbacee ed arboree (vigneti).
La classe di esposizione si divide equamente a metà tra est ed ovest per il 75% delle aree.

### Storia
La valle ha al centro l'abitato di Matelica, centro industriale e vinicolo. Di origine umbra divenne colonia romana.
Popolata dai Piceni è provato che questi già conoscessero l'uva ed il vino per il ritrovamento nel centro abitato di Matelica di una tomba di un giovane "principe" dove, fra splendide armi e scettri ed altri oggetti, è stato rinvenuto un bacile emisferico al cui interno stavano 200 vinaccioli di vitis vinifera, più di un grappolo. Fra i vasi ceramici alcuni erano legati alla mensa ed al vino. Il periodo Romano ha permesso a Plinio, Varrone, Catone ed altri di dissertare sull'uva e sul vino piceno. Da ciò si può affermare che in queste terre, giudicate fertili, non mancavano le vigne. La caduta dell'impero Romano, le invasioni medievali, il disfacimento dell'impero d'oriente, che aveva avuto potere ed influenza lungo la costa adriatica, riducono l'attività agricola al solo sostentamento e le vigne, abbandonate le antiche alberate dell'epoca romana quando le viti venivano "maritate" agli aceri e ad altre piante, ora occupano piccoli appezzamenti a sé stanti, protetti. Nasce il vigneto dell'azienda agricola. Alta densità d'impianto per non "sprecare terreno", applicazione del contratto mezzadrile con la ripartizione del prodotto, due vinificazioni separate destinate all'autoconsumo.
Nel periodo medioevale la valle è feudo della signoria dei "Da Varano" di Camerino, potenti ed illuminati protagonisti della storia dell'area di dominio.
Il passaggio dall'Impero allo Stato della Chiesa nel 1578 creò un risveglio dell'attività agricola dovuto ai monaci ed agli insediamenti monastici nel territorio che influirono sulle attività temporali che le popolazioni accettarono.
Proprio in questo periodo (12 gennaio 1579) un contratto notarile, in quel di Matelica, cita la parola "Verdicchio".
Da qui la vite riprende un suo ruolo nell'economia aziendale e rurale cessando di essere esclusivo uso del Clero e dei Nobili ed entra nelle abitudini della comunità di persone.
È nella seconda metà dell'Ottocento, con l'arrivo dell'oidio, della peronospora e della fillossera, che la viticoltura subisce la sua fine per riprendere il suo nuovo sviluppo ai primi del Novecento ove la divulgazione tecnica e l'insegnamento permettono di ricreare la viticoltura moderna con nuove varietà e, purtroppo, con l'abbandono di varietà e cloni del territorio.
Con gli anni cinquanta si avvia il passaggio da coltura promiscua a specializzata, ha termine la figura del mezzadro (ope legis), i proprietari divengono imprenditori i quali, accorpando più poderi, investendo con il sostegno dei fondi comunitari, sfruttando le agevolazioni concesse alle forme cooperative ed allo sviluppo del sistema agroalimentare danno vita alla vitivinicoltura marchigiana di oggi nel matelicese e nella regione.
La denominazione "Verdicchio di Matelica"è conseguente al D.P.R. 930/1963 che norma le DOC e le DOCG.

Il D.P.R. 21 luglio 1967 riconosce la DOC al Verdicchio di Matelica. È il primo vino della regione ad aprire questa nuova pagina della vitivinicoltura regionale.
La scelta della base ampelografica è tutta riposta nella varietà autoctona Verdicchio dalla quale deriva per almeno l'85% il prodotto vino.
È un vitigno molto versatile e la tecnologia di lavorazione nel rispetto della tradizione locale consentono di ottenere prodotti anche con la tipologia spumante e passito.
Per lo spumante occorre fare riferimento alla importante prova documentale fornita dal Trattato De salubri potu dissertatio del fabrianese Francesco Scacchi, scritto nel 1622. Nel volume "del bere sano" si parla del vino frizzante e dei processi di rifermentazione come di cose già note anche durante l'epoca romana.
La produzione di spumante nelle Marche ha tradizione antica e la vocazione di questi territori è confermata dal fatto che i vini base spumante sono preparati in prevalenza con vitigni autoctoni quali il Verdicchio, Vernaccia nera, Maceratine ed altri.
Appare utile riprendere quanto la tradizione antica operava aggiungendo un chicco di orzo e dello zucchero o mosto ad ogni bottiglia di vino fermo ed attendere la rifermentazione prima di aprire la bottiglia di "spumante fatto in casa" nelle occasioni della vita familiare.

### Riferimenti normativi
Disciplinare di produzione:
- Approvato con DPR 21.07.1967 (G.U. 211 - 23.08.1967)
- Modificato con DPR 05.08.1978 (G.U. 157 - 09.06.1979)
- Modificato con DPR 03.05.1989 (G.U. 258 - 04.11.1989)
- Modificato con DM 13.09.1995 (G.U. 232 - 04.10.1995)
- Modificato con DM 18.02.2010 (G.U. 52 - 04.03.2010)
- Modificato con DM 30.11.2011 (Pubblicato sul sito ufficiale del Mipaaf, Sezione Qualità e Sicurezza Vini DOP e IGP)

## DOC Verdicchio dei Castelli di Jesi

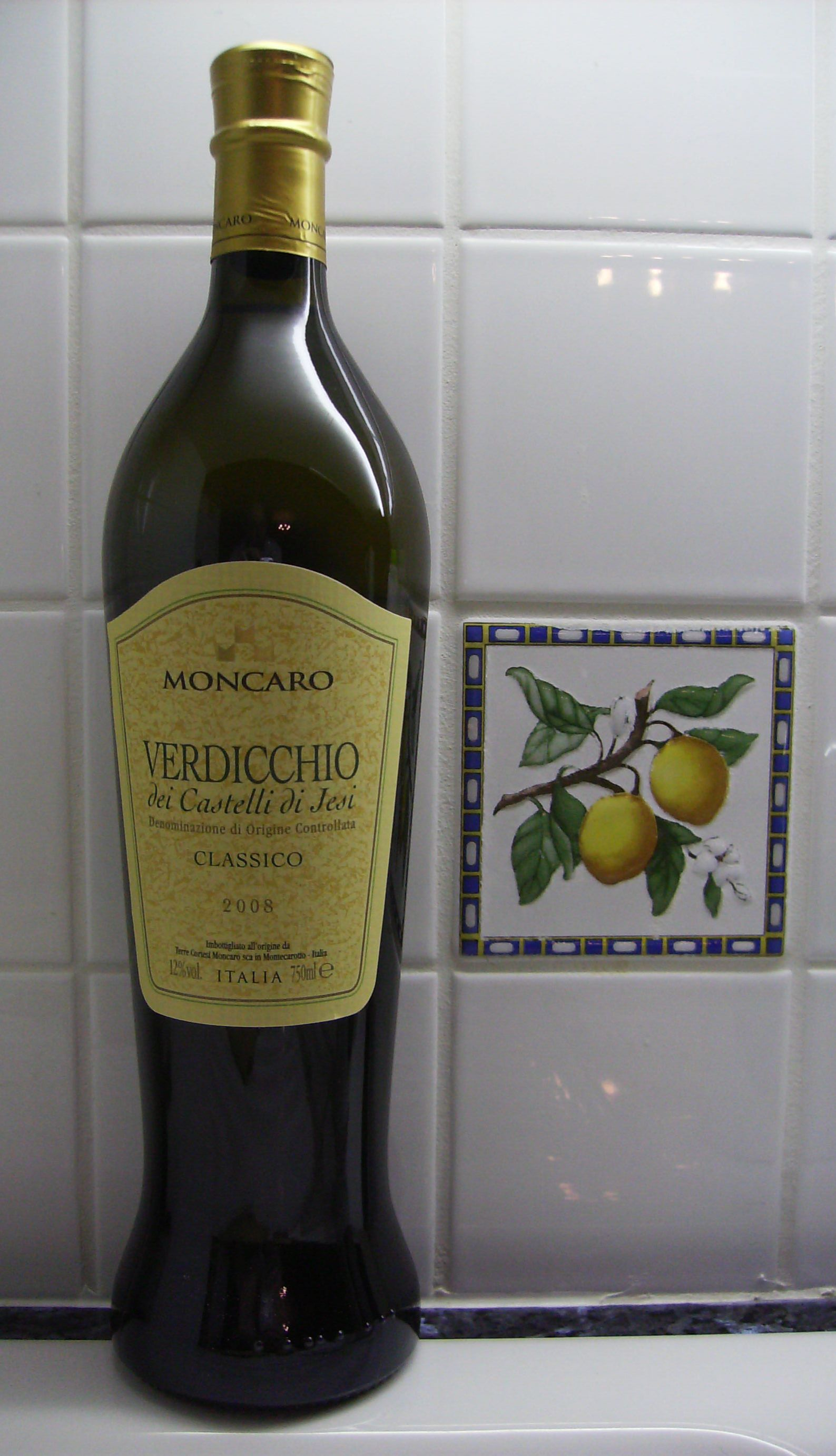
Verdicchio dei Castelli di Jesi classico nella tipica bottiglia anfora

Il Verdicchio dei Castelli di Jesi è una Denominazione di Origine Controllata (DOC)

### I vini della DOC
- Verdicchio dei Castelli di Jesi
- Verdicchio dei Castelli di Jesi spumante
- Verdicchio dei Castelli di Jesi passito
- Verdicchio dei Castelli di Jesi classico
- Verdicchio dei Castelli di Jesi classico superiore

Per questi vini è stata creata e brevettata un'apposita bottiglia a forma di anfora.

### Informazioni sulla zona geografica
La zona geografica delimitata per la produzione del Verdicchio DOC è individuata in parte del bacino geografico del fiume Esino, nei territori di 22 Comuni della Provincia di Ancona e 2 della Provincia di Macerata, chiamati Castelli di Jesi perché storicamente gravitanti nell'area di influenza politica ed economia di Jesi, città che nel 1194 diede i natali a Federico II di Svevia.
L'area dista circa Km 20 dal mare e si sviluppa sulle colline poste attorno alla valle del fiume Esino, che a Jesi raggiungono una quota di 96 m s.l.m. fino a quella di 630 m. a Cingoli.
Le caratteristiche pedoclimatiche di tale territorio sono il prodotto dell'influenza del mare, del sole, delle brezze, della piovosità e del riparo offerto dalle montagne che superano anche i 2.000 m. di quota. Ciò produce un clima temperato adatto alla coltivazione della vite e delle altre colture mediterranee.
Partendo dalle rocce sedimentarie orograficamente le Marche sono distinte in tre fasce longitudinali: fascia pre-appenninica, fascia appenninica, fascia collinare sub-appenninica che dalla prima arriva al mare.
L'insieme del mesoclima della fascia collinare marchigiana e la pedogenesi hanno creato nella regione una differenziazione dei suoli nello spazio con predominanza di dorsali calcaree. Le aree collinari, ove si sviluppa la denominazione, confluenti nel bacino del fiume Esino presentano un alto contenuto in argille, alta percentuale di carbonato di calcio, scarsa permeabilità, erodibilità, diversa frazione pelitica e calcarenitica.
Il clima, in sintesi, appartiene all'ambiente fitoclimatico "Alto collinare" caratterizzato da piovosità medie superiori a 700/800 mm. annui e temperature medie inferiori ai 14 °C.
I suoli originati nell'area sono alquanto vari e profondi e sottolineano la diversa dinamica dei versanti e l'uso del suolo, agricolo o naturale.
In detti suoli aumenta l'incidenza di una evidente ridistribuzione del calcare nel profilo.
La parte pianeggiante, di origine alluvionale, presenta suoli con materiali quasi sempre calcarei e pietrosi. Il profilo manifesta un arricchimento di sostanza organica.
L'altitudine media dei vigneti che si riscontra nell'area delimitata del Verdicchio dei Castelli di Jesi è per il 70% compresa tra m. 80 e 280 s.l.m.. Il più alto vigneto è a quota 750 m s.l.m. La pendenza dei terreni nella stessa area varia da 0 al 70% con l'85% dei vigneti che presenta una pendenza dal 2 - 35%.
L'esposizione dei vigneti nell'area delimitata raccoglie tutti i quattro punti cardinali comprese le posizioni intermedie. Tuttavia le esposizioni est - ovest superano in percentuale le esposizioni nord - sud.
Le precipitazioni medie annue sono di 800 mm.
Nel territorio sono frequenti le gelate invernali e primaverili ma non intaccano l'attività vegetativa in quanto non ancora iniziata.
La temperatura media massima nella valle, raggiunge nei mesi di luglio-agosto i 30 °C che consente il miglior andamento vegetativo della vite.

### Storia
Il legame storico tra la vite e l'ambiente geografico nel territorio della Marca Anconetana inizia con l'arrivo dei monaci benedettini seguiti dai camaldolesi che reintroducono e diffondono la vite (presente da secoli nella zona). Ne è testimone, tra l'altro, la centenaria Sagra dell'uva di Cupramontana.
Ai monaci, quindi, nelle Marche si devono il tramandarsi delle tecniche viticolo-enologiche, il miglioramento del prodotto e, soprattutto, la conservabilità.
Con il diffondersi del contratto di mezzadria che crea l'appoderamento diffuso e la disponibilità di forza lavoro, il vino cessa di essere bevanda dei soli ceti agiati e diviene alimento delle classi rurali. Già ai primi del Cinquecento lo spagnolo Gabriel Alonso de Herrera, professore a Salamanca, descrive le più comuni varietà di viti e la tecnica di vinificazione in bianco.
Fra i nomi dei vitigni descritti figura il Verdicchio così spiegato "uva bianca che ha il granello picciolo e traluce più che niuna altra. Queste viti sono migliori in luoghi alti e non umidi, che piani e in luoghi grassi, e riposati, perciocché ha la scorsa molto sottile e tenera, di che avviene che si marcisce molto presto, et ha il sarmento così tenero che da per sé per la maggior parte cade tutto e bisogna che al tempo della vendemmia si raccoglia tutta per terra, e per questa cagione ricerca luogo asciutto e non ventoso, molto alto nei colli. Il vino di questo vitame è migliore di niuno altro bianco.
Si conserva per lungo tempo, è molto chiaro, odorifero e soave. Ma l'uva di esso per mangiare non vale molto".
E ancora, un significativo legame storico conseguente all'Unità d'Italia del 1861, è l'iniziativa relativa alla istituzione della Commissione Ampelografica Provinciale, promossa dal Prefetto e presieduta dall'enologo De Blasis, che nel 1871 pubblica i "Primi studi sulle viti della Provincia di Ancona".
Sono passate in rassegna le diverse realtà climatiche, geomorfologiche dei territori e si descrivono i vitigni coltivati elencandone caratteri e sinonimie.
Per l'area mandamentale di Jesi viene descritto il Verdicchio (o Verdeccio).
Nella classifica effettuata dal Di Rovasenda (1881) il Verdicchio è dichiarato il vitigno italico più pregiato tra i vitigni a bacca bianca delle Marche.
Questo è anche il periodo dei parassiti: oidio (1851), peronospora (1879), fillossera (1890). Il tempo trascorso per trovare le soluzioni spinse i viticoltori ad eliminare molte varietà clonali presenti nel territorio, privilegiando vitigni sconosciuti nella storia enologica regionale meno il Verdicchio che risultava il vino più commercializzato.
Ne è ulteriore conferma storica quanto scrive nel 1905-6 lo studioso Arzelio Felini in Studi Marchigiani "è oltre un ventennio che i nostri viticoltori, nel tentare di risolvere il problema enologico marchigiano, hanno abbandonato la moltiplicazione delle caratteristiche varietà dei vitigni nostrani per introdurre (vitigni) del nord e del sud"
È negli anni sessanta che l'aiuto CEE permette di rinnovare tutta la viticoltura regionale passando dalla coltura promiscua (filari) alla coltura specializzata (vigneto) con impianti a controspalliera, per meglio svolgere le cure colturali e produrre uve di qualità.
Il vino Verdicchio acquisisce notorietà commerciale all'inizio degli anni cinquanta quando due produttori investirono nella costruzione in uno dei "castelli" di una cantina di trasformazione per lavorare le proprie uve.
Allo sviluppo commerciale ha provveduto l'industriale farmaceutico Francesco Angelini che acquisì la cantina.  Per caratterizzare il prodotto nel 1953 lanciò un concorso per realizzare una bottiglia tipica: venne prescelta quella a forma di anfora greca, in riferimento alla civiltà dorica che fondò la città di Ancona, che tuttora rende inconfondibile il Verdicchio in tutto il mondo. Seguì poi la valorizzazione del vino con la denominazione d'origine che ha consentito l'attuale sviluppo della DOC.
Il periodo mezzadrile prevedeva la ripartizione delle uve tra proprietario e mezzadro e, di conseguenza, la vinificazione separata nelle rispettive abitazioni. Tecniche diverse e capacità differenti non permettevano di ottenere un prodotto di qualità. Questo arriva con il sostegno comunitario agli investimenti sui vigneti, sugli impianti di vinificazione e sulle strutture commerciali le quali, forti della denominazione, riescono a raggiungere un notevole sviluppo sul mercato interno e su quello internazionale.
Un cenno va fatto anche all'attività vivaistica. Nel territorio operavano molti piccoli vivaisti con propri allevamenti di piante madri che hanno consentito di soddisfare la domanda in barbatelle innestate così che il rinnovo della viticoltura degli anni sessanta non subisse scompensi ed inquinamenti varietali. Poi il vivaismo ha assunto forme e valori di dimensione nazionale per cui la domanda è stata soddisfatta in disponibilità e sicurezza varietale.

### Riferimenti normativi
Disciplinare di produzione:
- Approvato con DPR 11.08.1968 (G.U. 245 - 26.09.1968)
- Modificato con DPR 02.10.1978 (G.U. 79 - 21.03.1979)
- Modificato con DPR 21.10.1981 (G.U. 99 - 10.04.1982)
- Modificato con DPR 09.02.1990 (G.U. 165 - 17.07.1990)
- Modificato con DM 12.09.1995 (G.U. 231 - 03.10.1995)
- Rettificato (G.U. 261 - 08.11.1995)
- Modificato con DM 15.06.1998 (G.U. 145 - 24.06.1998)
- Modificato con DM 18.07.2003 (G.U. 176 - 31.07.2003)
- Modificato con DM 18.02.2010 (G.U. 50 - 02.03.2010)
- Rettifica con DM 26.07.2011 (G.U. 195 - 23.08.2011)
- Modificato con DM 30.11.2011 (Pubblicato sul sito ufficiale del Mipaaf Sezione Qualità e Sicurezza Vini DOP e IGP)

## DOCG Verdicchio di Matelica riserva
Il Verdicchio di Matelica riserva è una Denominazione di Origine Controllata e Garantita (DOCG)

### I vini della DOCG
- Verdicchio di Matelica riserva

### Informazioni sulla zona geografica
La zona geografica che interessa la DOCG è la stessa della DOC "Verdicchio di Matelica" a cui si rimanda.

### Storia
La storia relativa alla DOCG è la medesima della DOC "Verdicchio di Matelica" a cui si rimanda.

### Riferimenti normativi
- Approvato DOC con DM 13.09.1995 (G.U. 232- 04.10.1995)
- Approvato DOCG con DM 18.02.2010 (G.U. 49 - 01.03.2010)
- Modificato con DM 30.11.2011 (Pubblicato sul sito ufficiale del Mipaaf Sezione Qualità e Sicurezza Vini DOP e IGP)

## DOCG Castelli di Jesi Verdicchio Riserva
Il Castelli di Jesi Verdicchio riserva è una Denominazione di Origine Controllata e Garantita (DOCG)

### I vini della DOCG
- Castelli di Jesi Verdicchio Riserva
- Castelli di Jesi Verdicchio Riserva Classico

### Informazioni sulla zona geografica
La zona geografica che interessa la DOCG è la stessa della DOC "Verdicchio dei Castelli di Jesi" a cui si rimanda.

### Storia
La storia relativa alla DOCG è la medesima della DOC "Verdicchio dei Castelli di Jesi" a cui si rimanda.

### Riferimenti normativi
- Approvato con DM 18.02.2010 (G.U. 50 - 02.03.2010)
- Modificato con DM 26.07.2011 (G.U. 195 - 23.08.2011)
- Modificato con DM 30.11.2011 (Pubblicato sul sito ufficiale del Mipaaf Sezione Qualità e Sicurezza Vini DOP e IGP)